# Psara subnitens
Psara subnitens là một loài bướm đêm trong họ Crambidae.